# Рангел (Аљаска)
Рангел (енгл. Wrangell) град је у америчкој савезној држави Аљаска.

## Демографија
По попису из 2010. године број становника је 2.369, што је 61 (2,6%) становника више него 2000. године.
| Група             | 2000.         | 2010.         |
| Белци             | 1.689 (73,2%) | 1.699 (71,7%) |
| Афроамериканци    | 3 (0,1%)      | 4 (0,2%)      |
| Азијати           | 15 (0,6%)     | 33 (1,4%)     |
| Хиспаноамериканци | 23 (1,0%)     | 37 (1,6%)     |
| Укупно            | 2.308         | 2.369         |